# Polana spindella
Polana spindella är en insektsart som beskrevs av Delong och Freytag 1972. Polana spindella ingår i släktet Polana och familjen dvärgstritar. Inga underarter finns listade i Catalogue of Life.